# Camille Charvet-Kahn
Pour les articles homonymes, voir Charvet et Kahn.
Camille Charvet-Kahn (Besançon, 16 mars 1881 - Auschwitz, 7 septembre 1943) est une enseignante, militante socialiste et résistante française, morte pour la France en déportation.

## Biographie

### Origines et formation
Camille Kahn naît à Besançon le 16 mars 1881,, ses parents étant des juifs de la ville, petits commerçants et forains, originaires d'Alsace,. Elle intègre l'École Normale Supérieure de Sèvres en 1902 puis l’Université, ressortant agrégée en sciences physiques et naturelles et docteur en médecine.  
Elle est affectée au lycée du Puy-en-Velay, où elle rencontre et épouse le professeur Antoine Charvet en 1909. Veuve de guerre en 1914, durant la Première Guerre mondiale elle officie à l’hôpital militaire du Puy,,. 
Parlant couramment allemand, elle se met à la disposition des autorités militaires et devient, jusqu'en 1918, traductrice assermentée et censeur de la correspondance des prisonniers austro-hongrois détenus à la Chartreuse du Puy. 
Camille Kahn devient ensuite enseignante au Lycée Pasteur de Besançon, entre le 1er octobre 1918 et le 14 juillet 1939,,. C'est alors une pédagogue remarquée et reconnue,, multipliant les conférences jusqu'aux États-Unis,. 

### Engagements et résistance
Très tôt elle est une dreyfusarde convaincue, s'engageant comme militante et journaliste auprès de la SFIO (dont elle rejoint la commission exécutive en 1937), de la CGT, de la LDH, de la LICA (dont elle intègre le conseil national de 1931 à 1937), de la Libre-Pensée, de l'Union rationaliste, mais aussi de la franc-maçonnerie,,,. Initiée dans une loge du  Droit Humain le 2 mars 1907 à Rouen, elle passe ses grades de compagnon et maître en mai 1909 à Clermont-Ferrand ; à son retour sur Besançon, elle s'affilie à la loge lyonnaise Évolution-Concorde, puis fonde une loge du Droit humain en 1928 qu'elle préside pendant dix ans. Elle fut notamment proche d'Auguste Rodin, de Rudyard Kipling, et de Paul Desjardins. 
Fichée depuis 1933 pour ses activités politiques et philosophiques,, lors de la Seconde Guerre mondiale puis de l'Occupation elle rejoint le groupe Combat Zone nord et obtient le grade de lieutenant,,. Chef du service de renseignements et du SRP (service de réorganisation politique), elle est agent de liaison, réalise de faux documents, et excelle dans la propagande,. Dénoncée par un anonyme car juive, elle est raflée par la Gestapo le 25 février 1943 à Lons-le-Saunier,,,. Envoyée au camp de Drancy où elle arrive le 19 juin 1943, elle est chargée de superviser la vie scolaire des enfants,. Camille Charvet-Kahn est déportée à Auschwitz le 2 septembre 1943 par le convoi n°59. Probablement gazée à son arrivée le 7 septembre 1943,, elle est considérée morte pour la France et déportée-résistante. Une plaque commémorative et son portrait ont été apposés au sein du lycée Pasteur, alors qu'une rue du quartier la Butte a été nommée en son honneur.
Le 7 mai 2025 son cartel a été inauguré au département des Sciences physiques du collège Victor-Hugo de Besançon simultanément à celui de 4 autres résistants.